# Tanacetum odessanum
Tanacetum odessanum là một loài thực vật có hoa trong họ Cúc. Loài này được (Klokov) Tzvelev miêu tả khoa học đầu tiên năm 1961.